# Biblioteka Narodowa Estonii
Biblioteka Narodowa Estonii – biblioteka narodowa Estonii. Powstała 21 grudnia 1918 roku.

## Historia
Decyzja o utworzeniu Riigiraamatukogu (Biblioteki Państwowej) została podjęta przez Rząd Tymczasowy Republiki Estońskiej 21 grudnia 1918 roku. W latach 1918–1940 biblioteka szybko się rozwijała. Zgodnie z regulaminem z 1922 roku służyła ona członkom parlamentu, rządu, urzędnikom i w wyjątkowych wypadkach osobom prywatnym. W 1924 roku biblioteka została połączona z Archiwum Państwowym. W czasie okupacji niemieckiej, w latach 1941–1944 biblioteka nie została zniszczona. Wywieziono co prawda 400 skrzyń z książkami, ale po wojnie niezniszczone zbiory wróciły do biblioteki. Podczas okupacji sowieckiej stała się biblioteką publiczną i nosiła nazwę Eesti NSV Riiklikuks Raamatukoguks (Biblioteki Państwowej Estońskiej SRR). W 1953 roku nadano jej imię Friedricha Reinholda Kreutzwalda. W 1988 roku Biblioteka Państwowa im. Friedricha Reinholda Kreutzwalda została przemianowana na Bibliotekę Narodową Estonii. Jej zadaniem jest gromadzenie, przechowywanie i udostępnianie wszystkich dokumentów opublikowanych w języku estońskim i w Estonii, a także dotyczących lub zawierających informacje o Estonii. W 1989 roku bibliotece przywrócono status biblioteki parlamentarnej z obowiązkiem świadczenia usług na potrzeby Riigikogu i estońskiego rządu. W 1998 roku została uchwalona Ustawa o Bibliotece Narodowej Estonii (ze zmianami w 2002 i 2006 roku).

## Zbiory
Początkowo zbiory liczyły 2000 woluminów. Jednak zaczęły się rozrastać gdy w 1919 roku biblioteka otrzymała prawo do otrzymywania egzemplarza obowiązkowego wszystkich estońskich wydawnictw. Biblioteka dokonywała również zakupów książek za granicą. Rozbudowywano głównie działy związane z ustawodawstwem, gospodarką, polityką socjalną. Od 1921 roku biblioteka gromadzi również zbiory archiwalne literatury o Estonii i krajach bałtyckich. W latach 30. XX wieku zbiory liczyły 40 000 woluminów. W czasach Estońskiej Socjalistycznej Republiki Radzieckiej zerwano stosunki z zagranicznymi i lokalnymi bibliotekami, a w zbiorach zaczęły dominować druki w języku rosyjskim. Dostęp do większości książek estońskich i zagranicznych został ograniczony. W latach 50. XX wieku zbiory liczyły już milion woluminów.

## Budynek
W momencie powstania w 1918 roku biblioteka mieściła się w dwóch pokojach w skrzydle zamku Toompea. W 1948 roku przeniesiono ją do budynku Eestimaa rüütelkonna hoone, który wcześniej był siedzibą Ministerstwa Spraw Zagranicznych. W latach 1985–1993 na potrzeby biblioteki zbudowano nowy budynek zlokalizowany na Tõnismäe w Tallinie. Projekt budynku przygotował Raine Karp, a wnętrz Sulev Vahtra. Budynek ma osiem kondygnacji nad ziemią i dwie pod ziemią. Uroczyste jego otwarcie miało miejsce 11 września 1993 roku. W listopadzie 2021 roku biblioteka przeniosła się do tymczasowego budynku ponieważ zaplanowano remont dotychczasowego obiektu. Jego zakończenie jest planowane na 2025 rok.